# Ixora albersii
Ixora albersii är en måreväxtart som beskrevs av Karl Moritz Schumann. Ixora albersii ingår i släktet Ixora och familjen måreväxter. Inga underarter finns listade i Catalogue of Life.